# Carrapateira
Carrapateira là một đô thị thuộc bang Paraíba, Brasil. Đô thị này có diện tích 72,778 km², dân số năm 2007 là 2373 người, mật độ 32,6 người/km².